# Maechidius parvulus
Maechidius parvulus är en skalbaggsart som beskrevs av Macleay 1871. Maechidius parvulus ingår i släktet Maechidius och familjen Melolonthidae. Inga underarter finns listade i Catalogue of Life.